# Lữ đoàn 47 (Ukraina)

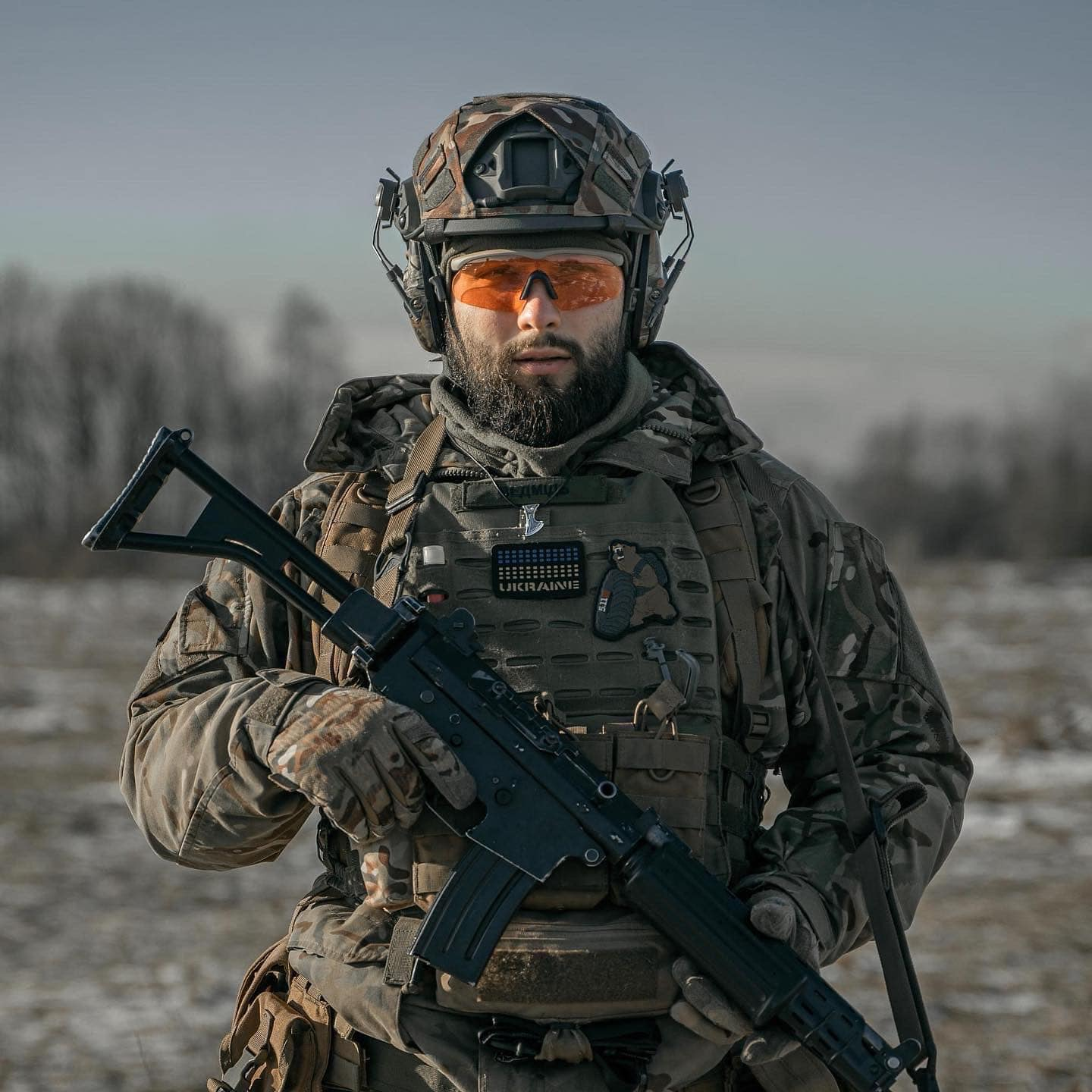
Một quân nhân được trang bị hiện đại của Lữ đoàn Cơ giới số 47

Lữ đoàn cơ giới độc lập số 47 (tiếng Ukraina: 47-ма окрема механізована бригада) còn gọi là Lữ đoàn Magura là một lữ đoàn cơ giới chủ lực của Lực lượng Mặt đất Ukraina được thành lập vào năm 2022, nằm trong đội hình của Quân đoàn Lục quân số 9 của Ukraina. Trong thần thoại Slav, cái tên Magura (Маґура/слов'янська міфологія) được hiểu là con gái của Perun là vị thần sấm sét, thần chiến tranh và là vị thần của các chiến binh. Lữ đoàn 47 được coi là lữ đoàn tinh nhuệ nhất của Quân đội Ukraina. Lữ đoàn 47 này là một trong những lữ đoàn mạnh nhất của quân đội Ukraina do được trang bị các phương tiện chiến đấu bọc thép do Mỹ sản xuất và được đào tạo bài bản theo tiêu chuẩn NATO, tác phong của lữ đoàn này chiến đấu giống như cách các lữ đoàn tốt nhất của NATO, họ chiến đấu với lối tác chiến nhanh chóng, dữ dội và thường hoạt động mạnh vào ban đêm.

## Tổ chức

### Cơ cấu
Lữ đoàn tinh nhuệ thiện chiến số 47 được cơ cấu biên chế như sau:
- Tiểu đoàn bộ binh cơ giới 1;
- Tiểu đoàn bộ binh cơ giới 2;
- Tiểu đoàn bộ binh cơ giới 3;
- Tiểu đoàn tăng thiết giáp 47;
- Tiểu đoàn đột kích độc lập 25;
- Tiểu đoàn bộ binh 25;
- Trung đoàn pháo dã chiến (pháo lựu tự hành M109, pháo lựu kéo D-30, pháo phản lực BM-21 Grad, pháo chống tăng);
- Tiểu đoàn tên lửa phòng không;
- Đại đội UAV;
- Đại đội trinh sát;
- Tiểu đoàn công binh;
- Tiểu đoàn bảo trì;
- Tiểu đoàn hậu cần;
- Đại đội thông tin;
- Đại đội radar;
- Đại đội quân y;
- Đại đội phòng hóa, sinh, vũ khí hạt nhân

### Trang bị

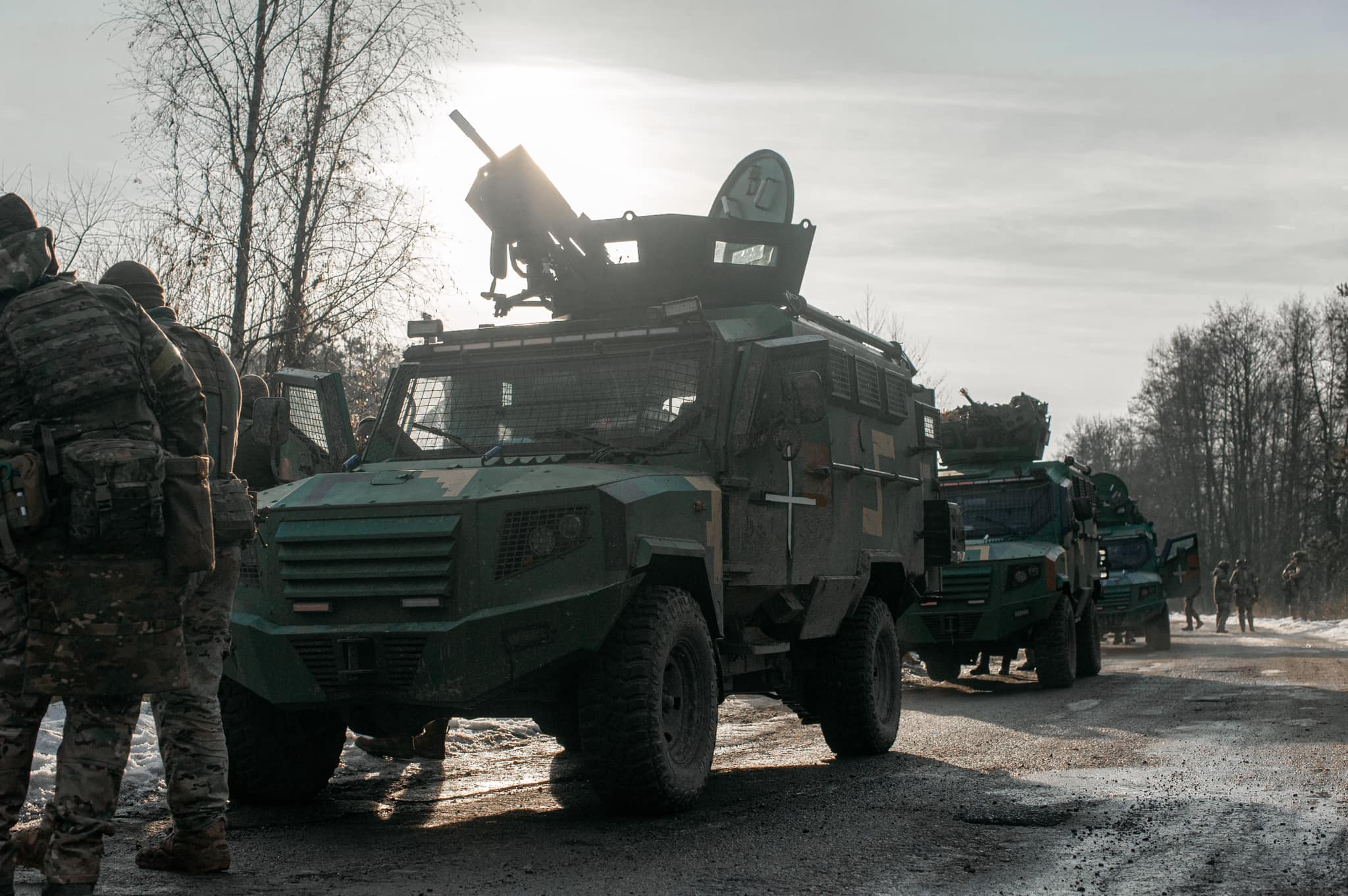
Trang bị xe cơ giới của Lữ đoàn số 47

Lữ đoàn cơ giới số 47 là một trong những lữ đoàn tinh nhuệ nhất của Ukraina và được mệnh danh là "Nắm đấm thép" của quân đội Ukraina được trang bị tốt nhất của Ukraina với xe tăng Leopard 2 của Đức và xe chở bộ binh Bradley M1, thiết giáp M-2, xe tăng Abrams của Mỹ. Tiền thân của Lữ đoàn 47 là Tiểu đoàn đặc nhiệm số 47 được thành lập vào năm 2022, khi cuộc xung đột Nga với Ukraina bùng nổ thì những số ít cựu chiến binh còn sót lại đã trở thành trụ cột của đơn vị và toàn bộ lữ đoàn được cố vấn quân sự NATO huấn luyện theo giáo án chiến thuật của khối và lên phương án chiến đấu trên hệ thống máy tính mô phỏng, đồng thời được trang bị vũ khí tốt nhất. Khi mới thành lập, tiểu đoàn xe tăng của Lữ đoàn 47 được trang bị hoàn toàn bằng xe tăng Leopard 2 của Đức do phương Tây viện trợ, 3 tiểu đoàn bộ binh cơ giới được trang bị đồng bộ xe bọc thép Bradley, tiểu đoàn hỏa lực được trang bị pháo tự hành M109A6 Paladin của Mỹ và cả lựu pháo M-109. Dù được thành lập vào đầu năm 2023, nhưng quân số của đơn vị đều được huấn luyện cơ bản và có kinh nghiệm chiến đấu từ các đơn vị khác nhau điều chuyển về đây.

### Chỉ huy
- Trung tá Oleksandr Sak[6]
- Đại tá Oleksandr Pavlii[7]
- Thượng uý Valeriy Markus[6]
- Thượng uý Vitaliy Averin[8][9]

## Chiến sử
Vào tháng 1 năm 2023, danh tiếng của trận chiến thứ 47 đã được đánh bóng khi một cuộc tấn công sử dụng xe chiến đấu Bradley trở thành tin tức quốc tế. Một đoạn video ghi lại cảnh một trong những phương tiện chiến đấu do Mỹ chế tạo tấn công chiếc T-90M mà ông Putin gọi là "chiếc xe tăng tốt nhất thế giới" bằng hỏa lực súng xích từ khẩu pháo 25 mm, đã được đưa tin rộng rãi. Bộ Quốc phòng Ukraina đã đăng đoạn video lên mạng, cho rằng Lữ đoàn 47 đang chiến đấu ở Stepove, một ngôi làng bên ngoài Avdiivka ở phía đông bắc Ukraine. Bộ này đã công bố đoạn phim mới cho thấy cảnh xe tăng và phương tiện chiến đấu của Nga bị tiêu diệt do các máy bay không người lái Bradley IFV và FPV của Lữ đoàn 47. Lữ đoàn 47 cho biết trong một trận đánh họ đã hạ 62 xe tăng, thiết giáp cùng nhiều binh sĩ, phương tiện chiến đấu Nga tại mặt trận phía đông trong 30 ngày, họ đã hạ 494 binh sĩ Nga trong một tháng, tương đương nhân lực một tiểu đoàn, chưa kể số người bị thương, họ còn họ còn phá hủy 13 xe tăng, trong đó có 3 chiếc T-90, 20 xe chiến đấu bộ binh (IFV) dòng BMP, 18 thiết giáp chở quân (APC) và 11 thiết giáp đa dụng MT-LB.
Bộ Chỉ huy Ukraina muốn Lữ đoàn 47 hiện diện ở bất kỳ nơi nào có giao tranh ác liệt nhất. Lữ đoàn này đã giúp dẫn dắt cuộc phản công ở phía Nam Ukraina vào tháng 6 năm 2023. Khi các trung đoàn Nga tấn công các đơn vị đồn trú của Ukraina ở thành phố Avdiivka chiến lược hồi tháng 10 năm 2023, Lữ đoàn Cơ giới 47 đã được tái triển khai từ phía Nam sang phía Đông và tăng viện cho thành phố. Tuy vậy, nhiều tháng tham chiến đã làm bào mòn sinh lực Lữ đoàn cơ giới 47 cả về nhân sự và trang thiết bị, khi chiến sự kéo dài và các đợt phản công bắt đầu từ hè năm 2023 thì 2.000 binh sĩ của Lữ đoàn 47 gần như kiệt sức và cạn kiệt nguồn lực. Lữ đoàn 47 đảm nhận mũi phản công chủ lực ở tỉnh Zaporizhzhia từ đầu tháng 6 năm 2023, đạt một số thành công như giành lại làng chiến lược Rabotino cuối tháng 8 năm 2023. Bất chấp kế hoạch ban đầu là rút lui, Lữ đoàn 47 đã phải gấp rút quay lại chiến đấu khi Lữ đoàn súng trường cơ giới 30 của quân đội Nga phát động cuộc tấn công vào thị trấn Ocheretyne ở thành phố Avdiivka, miền đông Ukraina, việc tái triển khai nhanh chóng khiến đơn vị 47 nổi danh là "lữ đoàn cấp cứu". Sau đó, Lữ đoàn cơ giới số 47 đóng tại thị trấn Avdiivka đã bị bao vây và buộc phải đối mặt với tình trạng thiếu đạn dược nghiêm trọng.